# Копей-Кубовское нефтяное месторождение
Копей-Кубовское месторождение расположено на территории Туймазинского района республики Башкортостан в 35 км от р.п. Серафимовский и в 10 км к северо-востоку от железнодорожной станции Кандры (54°39′00″ с. ш. 54°06′50″ в. д.). Вблизи месторождения протекают реки Кидаш, Карай и Большой Нугуш. Район экономически освоен, густо заселен. Дорожная сеть развита хорошо.

## Историческая сводка
Месторождение открыто в 1958 г., расположено на восточном склоне Татарского свода, на фоне общего моноклинального погружения всех слоев к юго-востоку. Оно представляет собой небольшое поднятие, приуроченное к структурному носу. По девонским слоям замкнутое куполовидное поднятие не обнаружено.